# التدخل الروسي في انتخابات الولايات المتحدة 2020
يُشكِّل التدخل الروسي في انتخابات الولايات المتحدة لعام 2020 (بالإنجليزية: Russian interference in the 2020 United States elections)‏ مصدر قلق على أعلى مستوى من الأمن القومي وأيضًا بالنسبة لتقانة المعلومات ووسائل التواصل الاجتماعي. في فبراير عام 2020،. حذَّر خبراء مجتمع الاستخبارات الأمريكي أعضاء الكونغرس من أن روسيا تتدخل في الانتخابات الرئاسية لعام 2020.

## تقارير حول محاولات التدخل
استجابًة للتدخل الروسي في انتخابات الولايات المتحدة لعام 2016، أجرى المستشار الخاص روبرت مولر تحقيقًا استمر لمدة عامين. خلَّص التقرير النهائي إلى أن روسيا قد تدخلت «بشكل شامل ومنهجي» بالانتخابات الأمريكية. أثناء إدلائه بشهادته أمام مجلس الكونغرس في يوليو عام 2019، ذكر مولر أن الرُّوس يواصلون التدخل في الانتخابات الأمريكية «بينما نجلس نحن هنا»، وأن «العديد من الدول الأخرى» قد طورت حملات تضليلية تستهدف الانتخابات الأمريكية، مبنية جزئيًا على النموذج الروسي.
في يوليو عام 2019 أيضًا، أصدرت لجنة الاستخبارات في مجلس الشيوخ المجلد الأول من تقرير ثنائي الحزبية حول التدخل الروسي في انتخابات الولايات المتحدة لعام 2016، إذ تضمن التقرير توصيات من شأنها تأمين حماية انتخابات عام 2020. وقد أشار المجلد الثاني من ذلك التقرير، استنادًا إلى بيانات وسائل التواصل الاجتماعي من أكتوبر عام 2018، أن جهود التضليل الروسي قد تُركز على جمع المعلومات والبيانات لدعم حملة إجراءات نشطة تستهدف الانتخابات الرئاسية الأمريكية لعام 2020.
اتَّهم المسؤولون الأمريكيون روسيا والصين وإيران بمحاولة التأثير على انتخابات عام 2020. بين يناير وأواخر يوليو من عام 2017، حدَّد موقع تويتر أكثر من 7000 حساب مزيف قد تم إنشاؤه بواسطة عمليات نفوذ إيرانية. وفقًا لما قاله كريستوفر راي، رئيس مكتب التحقيقات الفيدرالي، إن روسيا تحاول التدخل في انتخابات الولايات المتحدة لعام 2020. أثناء التحدث إلى مجلس العلاقات الخارجية في يوليو 2019، صرَّح راي قائلًا: «إننا نشاهد عام 2018 كمجرد نوع من التدريب على العرض الكبير لعام 2020». يعتقد دان كوتس، المدير السابق للاستخبارات القومية، أن روسيا والصين سوف يحاولان التأثير على الانتخابات.
استهدفت حملات التضليل المختلفة على وسائل التواصل الاجتماعي مرشحي الحزب الديمقراطي الذين يخوضون الانتخابات التمهيدية للحزب الديمقراطي لعام 2020. وقد أثار هذا قلقًا كبيرًا بشأن قدرة شركات وسائل التواصل الاجتماعي على التعامل مع التضليل والتلاعب. بحلول أغسطس عام 2019، حظر موقعي فيسبوك وتويتر الإعلانات التي تستخدم معلومات مضللة لمحاولة قمع إقبال الناخبين.
عملت شركة مايكروسوفت على تطوير برنامج مفتوح المصدر يُدعى إيليكشنغارد للمساعدة في تأمين حماية انتخابات عام 2020. في منتصف يوليو عام 2019، أعلنت شركة مايكروسوفت أنها قامت، على مدار العام السابق، «بالإبلاغ عما يقارب 10000 عميل بأنهم مستهدفون أو تعرضوا للاختراق من قِبَل هجمات دولية قومية». بناءً على الهجمات التي استهدفت المنظمات السياسية، إلى جانب الخبرة المكتسبة من عامي 2016 و2018، توقَّعت مايكروسوفت «هجمات تستهدف الأنظمة الانتخابية الأمريكية، أو الحملات السياسية أو المنظمات غير الحكومية التي تعمل بشكل وثيق مع الحملات». انطلاقًا من «الهجمات الدولية القومية» من قِبَل روسيا، ادَّعت مايكروسوفت أنها سوف تتَّبع «نمط الارتباط ذاته» الذي اتبعته العمليات الروسية في عامي 2016 و2018. في 20 سبتمبر عام 2019، أعلنت مايكروسوفت أنها ستوفر تحديثات أمان مجانية لنظام التشغيل ويندوز 7، الذي بلغ نهاية عمره الافتراضي في 14 يناير 2020، لأجهزة التصويت المعتمدة من قِبَل الحكومة الاتحادية خلال انتخابات الولايات المتحدة لعام 2020. في 4 أكتوبر عام 2019، أعلنت شركة مايكروسوفت أن «الفسفورز»، وهي مجموعة من القراصنة المرتبطين بالحكومة الإيرانية، حاولت اختراق حسابات البريد الإلكتروني الخاصة بالصحفيين والمغتربين الإيرانيين البارزين والمسؤولين الحكوميين الأمريكيين وحملة ترشيح الرئاسة الأمريكية. بينما لم تكشف مايكروسوفت عن الحملة التي كانت هدفًا للهجوم الإلكتروني، أبلغت مصادر مجهولة وكالة أنباء رويترز أن تلك الحملة كانت خاصة بحملة دونالد ترامب.
في 21 أكتوبر 2019، أعلن مارك زوكربيرغ، المدير التنفيذي لموقع فيسبوك، أن شركته اكتشفت مجموعة من الحملات «عالية التطور» للتدخل في انتخابات عام 2020. نشأت هذه الحملات من روسيا وإيران. ظهرت أيضًا حسابات وهمية مصدرها روسيا كانت تمثل أشخاص أمريكيين من خلفيات سياسية متنوعة، وعملت على تقويض حملة جو بايدن، الهادفة لإثارة سخط بايدن من قِبَل الطيف السياسي اليساري-اليميني.
أظهر تقرير آخر صادر في سبتمبر 2019 عن صحيفة واشنطن بوست أنه بسبب كلمات المرور الافتراضية والتشفير الضعيف، أصبح من السهل على القراصنة الدخول إلى أجهزة التصويت المصممة للاستخدام أثناء انتخابات الولايات المتحدة لعام 2020، إذ كان من الممكن اختراق الأجهزة عن بُعد إذا تم تكوينها بشكل خاطئ.
في 13 فبراير عام 2020، نصح مسؤولو الاستخبارات الأمريكيون أعضاء لجنة الاستخبارات في مجلس النواب بأن روسيا تتدخل في انتخابات عام 2020 في محاولة لإعادة انتخاب ترامب. وقد قدَّم العرض شيلبي بيرسون، المسؤول الأعلى لأمن الانتخابات في مكتب المخابرات ومساعد للمدير المؤقت للاستخبارات القومية، جوزيف ماغواير. عارض حلفاء ترامب في اللجنة هذه النتائج، وشعر ترامب بالغضب عندما علم بالمعلومات المقدَّمة إذ اعتقد أن الديمقراطيين يسعون «لتسليح» المعلومات ضده. وقد عاقب ماغواير على السماح بتقديم عرض إعلامي، وبعد أيام عيَّن ريتشارد غرينيل ليحلّ محل ماغواير.
في 21 فبراير 2020، ذكرت صحيفة واشنطن بوست أن روسيا، وفقًا لمسؤولين أميركيين مجهولين، تتدخل في الانتخابات الديمقراطية التمهيدية في محاولة لدعم ترشيح السيناتور بيرني ساندرز. أصدر ساندرز تصريحًا بعد ذلك التقرير الإخباري قائلًا: «بصراحة، لا يهمني من يريد بوتين أن يكون رئيسًا. رسالتي لبوتين واضحة: ابقَ خارج الانتخابات الأمريكية. وبصفتي رئيس، سأتأكد من أنك خارج هذا كله». أقرَّ ساندرز بأنه أخبر مسؤولي حملته عن الجهود الروسية المزعومة قبل شهر. وأشار أيضًا إلى أن الرُّوس ينتحلون هويات بعض الأشخاص ويدَّعون أنهم من مؤيديه على الإنترنت وذلك لخلق جو من السُّمية والإساءة لسمعة «بيرني بروس»، لكن رُفض هذا الاقتراح من قِبَل موقع تويتر. وفقًا لخبيرة أمن الانتخابات، لورا روزنبرغر، فإن المحاولات الروسية لزرع الخلافات في الانتخابات التمهيدية الديمقراطية سوف تكون متوافقة مع استراتيجيتها الرامية إلى تقويض ثقة الأميركيين في المؤسسات والعمليات الديمقراطية.
في مارس عام 2020، نشرت جامعة ويسكونسن - ماديسون ومركز برينان للعدل تقرير يشير إلى أن حسابات وسائل التواصل الاجتماعي المرتبطة بروسيا كانت تنشر منشورات على موقع انستغرام بهدف زرع الانقسام بين الناخبين الأميركيين. وفقًا للتقرير، أصبح العملاء الرُّوس ينتحلون شخصياتهم بشكل متزايد كمرشحين ومجموعات سياسية حقيقية بدلًا من إنشاء مجموعات وهمية. وفقًا لرئيس حماية موقع تويتر، حاول العملاء الرُّوس أيضًا عام 2018 خلق انطباع خاص بتدخل انتخابي أكثر من الذي يحدث بالفعل وذلك لتقويض الثقة في العملية. بعد ذلك بفترة وجيزة، ذكرت صحيفة نيويورك تايمز أنه وفقًا لمسؤولين في الاستخبارات الأميركية فإن العملاء الرُّوس كانوا يثيرون النشاط عبر مجموعات خاصة على الفيسبوك بين الأميركيين الأفارقة، مؤكدين على مزاعم وحشية الشرطة في الولايات المتحدة، مسلطين الضوء على قضية العنصرية في الولايات المتحدة تجاه الأمريكيين الأفارقة، وعملوا أيضًا على تشجيع جماعات الكراهية، بما في ذلك الجماعات المتطرفة من البيض والسُّود، والضغط عليها من أجل خلق نزاع داخل المجتمع الأمريكي، على الرغم من أن مسؤولي المخابرات الأمريكية قدموا القليل من التفاصيل حول العمليات المزعومة. تبيَّن من تحقيق أجرته شبكة السي إن إن الإخبارية بأنه الروس استعانوا بشكل جزئي بمزارع متصيدي الإنترنت في غانا ونيجيريا.
صرَّح وليام إيفانينا، مدير المركز الوطني للاستخبارات المضادة والأمن، لأعضاء الكونغرس خلال مؤتمر صحفي سري عُقِد في 31 يوليو 2020، أن روسيا تعمل على تعزيز حملة ترامب وتقويض حملة بايدن. لكن لم يتم الإعلان عن تفاصيل تقرير إيفانينا. أكَّد مسؤولي حملة بايدن لوكالة أسوشيتد برس أنهم «واجهوا تهديدات متعددة» ولكنهم «كانوا مترددين بالكشف عن التفاصيل خوفًا من إعطاء الخصوم معلومات استخباراتية مفيدة».